# Скабардис, Янис
Я́нис Ска́бардис (латыш. Jānis Skābardis; род. 27 августа 1987, Кулдига, Кулдигский район) — латвийский футболист, вратарь. Также является игроком в мини и пляжный футбол.

## Биография
Воспитанник кулдигского футбола, в начале 2005 года Янис Скабардис присоединился к «Венте», в составе которой и дебютировал в Высшей лиге Латвии. После банкротства клуба, Янис Скабардис принял предложение присоединиться к «Вентспилсу».
Летом 2006 года Янис Скабардис перешёл в кекавскую «Ауду», а с сезона 2007 года уже являлся капитаном клуба. 27 ноября 2009 года Янис Скабардис был признан самым ценным игроком «Ауды» сезона 2009 года.
В начале сезона 2011 года «Сконто» арендовал Яниса Скабардиса до конца сезона, в связи с полученной травмой основным вратарём клуба — Каспаром Икстенсом.